# Олександр Дажбог Сапіга
Олександр Дажбог Сапіга (нар. 1585 — пом. січень 1635) — державний і військовий діяч  Великого князівства Литовського, ротмістр королівський, підкоморій Вітебський (з 1606 року), староста Оршанський (з 1610 року), каштелян вітебський (1613–1615), староста Пропойський і Чечерський (з 1622 року) Кричівський (до 1631 року), чашник великий литовський (1631 — 1632).

## Біографія
Представник  чарейсько — ружанської лінії магнатського роду  Сапіг  герба «Лис», старший син підкоморія орша нського Григорія Івановича Сапіга (пом.. 1600) і Софії Стравінської (пом.. до 1611). Молодший брат — писар великий литовський  Криштоф Стефан Сапега. Племінник великого канцлера литовського  Льва Івановича Сапіги.
Його батьки сповідували протестантизм. Після їх смерті Олександр Сапіга перейшов під опіку свого дядька, канцлера великого литовського  Лева Івановича Сапіга, який відправив його на навчання до  єзуїтського колегіуму, щоб сприяти його переходу в католицтво.
В 1602 — 1603 роках навчався в єзуїтському колегіумі у  Бранево (Брунсберге), де перейшов до католицизму, та Кракова. У 1606 році отримав посаду підкоморія вітебського. 1607 року був обраний послом на Сейм.
У 1609 — 1611 роках Олександр Богдан Сапіга брав участь в  смоленській військовій кампанії короля польського  Сигізмунда III Вази. 1610 року отримав в користування Оршанське староство. У 1613 році став каштеляном вітебським і вдруге був обраний послом на Сейм. 1614 року надав велику допомогу польсько-литовському гарнізону в Смоленську, обложеному московською армією. 1615 року відмовився від звання каштеляна вітебського.
1621 року Олександр Богдан Сапіга брав участь у  Хотинській битві з турецькою армією, під час якої після смерті гетьмана великого литовського  Яна-Кароля Ходкевича прийняв на себе командуванням всім литовським військом. 1622 року був нагороджений староствами  Пропойськ та Чечерськ. У 1625 році знаходився в Італії.
1627 року він брав участь у  війні Речі Посполитої зі Швецією. 1628 року разом зі своїм двоюрідним братом  Яном Станіславом Сапігою виїхав на води до Угорщини. 1631 року отримав посаду чашника великого литовського, але через слабке здоров'я в 1632 року від неї відмовився.
Заснував домініканський костел і монастир в Островно у Вітебськом воєводстві.
У січні 1635 року Олександр Дажбог помер, його поховали в Островно.

## Сім'я
1613 року одружився з Ельжбета Ходкевич (пом.. після 1630), дочки каштеляна віленського  Ієроніма Ходкевича (1560 — 1617) та Анни Тарло.
Діти:
- Анна Сапіга, дружина писаря великого литовського Станіслава Нарушевича.
- Христина Констанція Сапіга (пом.. 1650), дружина підстолля великого литовського Яна Самуїла Паца.